# Обикновена гага
Обикновената гага (Somateria mollissima) е представител на семейство Патицови (Anatidae), разред Гъскоподобни (Anseriformes), със сравнително едри размери и плътно набито телосложение. Името на латински означава приблизително „най-леката с черно тяло“.

## Общи сведения
Тежи между 1200 и 2500 g. Дължина на тялото 50 – 71 cm (малко по-голяма от зеленоглавата патица), размах на крилете около 110 см. Има изразен полов диморфизъм. Мъжките обикновено превъзхождат женските по възраст, големина и тегло. Поради високата основа на човката, която преминава директно в челото, главата има формата на клин. Обикновената гага се отличава от останалите гаги основно именно по тази особеност. Цветът на очите при мъжките и женските е кафяв.
При мъжките коремната област, опашните и маховите пера, челото и темето са черни, а страните на лицето, гърбът и гръдната област са бели. Гърдите розовеят. Има мъхесто зелен тил. Човката е зеленикава. Лятното оперение на мъжките е тъмнокафяво и се доближава до това на женските, но са налице и известни области с бяла окраска.
Женските имат тъмно до жълтеникавокафяво оперение през цялата година. Различават се лесно от другите патици (с изключение на гагите) по формата на главата и телосложението си. По тялото си имат гъсто разположени, напречно на дължината на тялото, черни ивици. Главата и гушата обаче са единствено с кафява-кафявочерна окраска. Човката е тъмнозелена.
Оперението на недостигналите полова зрялост птици наподобява оперението на женските птици.
Плува и се гмурка добре, макар на сушата да се движи тежко и тромаво. Под водата плува с помощта на краката и крилете си. Лети с равномерни махове със скорост около 55 км/ч. В основата на човката си има специален орган, помагащ ѝ да отделя излишната сол, която приема с храната. Ако прекара над година в сладка вода, обикновената гага губи способността си да отделя излишната сол.

## Ареал, биотоп и численост
Представител на Холарктичната област. Разпространена в северните части на Европа (среща се и в България, Северна Америка и Източен Сибир. Гнезди в Арктика и умерените области на север, в Европа на юг районът на гнездене достига до крайбрежието на Дания, Холандия и части от това на Германия, както и Северозападна Франция. В Северна Америка гнездовите територии на юг достигат до Южна Аляска и Мейн по западното и източно крайбрежие съответно. Изчислено е, че между 750 000 и 1 000 000 двойки обитават Северна Америка. В Европа най-голяма е числеността на гнездящите птици в Исландия (ок. 450 000 двойки) и в Балтийско море (ок. 600 000 двойки).
През зимата птиците от най-северните райони на гнездене (някъде около Шпицберген) мигрират към умерените ширини, понякога образувайки големи ята по крайбрежните води. Птиците от най-южните популации не мигрират. От миналия век се наблюдава разширяване на ареала на вида в посока юг, като от 70-те години на 20 век са забелязвани и в по-големите алпийски езера. През 1972 е наблюдавана да гнезди в района на езерото Целер Зее, в провинция Залцбург. Много рядко гнезди в Швейцария. През 1988 е описан първият случай, когато гнезди край Цюрихското езеро, а през следващите години гнездовите територии се разширяват и достигат Нойенбургерското езеро, Фирвалдщетерското езеро и Валенското езеро.
Обитава крайбрежията на различни соленоводни басейни, морета, океани.

### Подвидове
Съществуват шест подвида, като е трудно да се определят точните граници на ареала им:
- Somateria mollissima mollissima е основната форма на вида. Районът му на гнездене обхваща Северна Великобритания (без Оркнейските и Шетлъндските острови) и Северна Ирландия и бреговете на Северна Европа, достигайки на изток Нова Земя. Зимува основно по южната част на Балтийско море, като малък брой птици достигат до Бискайския залив, Централна Европа и западното средиземноморие (Франция и Италия). През последните години малка немигрираща популация на S.m. mollissima се установява в северното черноморие в Украйна (Флинт и колектив, 1984). Вероятно оттам идват птиците, които зимуват по румънското черноморие.
- S. m. faeroeensis е най-дребният подвид и населява единствено Фарьорските острови. Женските имат леко по-тъмна окраска.
- S.m. borealis – женските са по-червеникавокафяви, а мъжките имат оранжево-жълта човка. Обитава арктическия северен Атлантик – от Североизточна Канада през Гренландия, Исландия и Свалбард до земя Франц Йосиф.
- S.m. dresseri живее в района Лабрадор-Мейн и се различава по закръглените лицеви страни.
- S.m. sedentaria живее в залива Хъдсън. Оперението на женските е по-скоро сиво-кафяво.
- S.m. v-nigrum обитава района в северната част на Тихия океан от новосибирските острови в Североизточна Азия до арктична Канада. Това е най-едрият подвид, като възрастните птици имат черно „V“ на брадичката и гърлото.

Птиците в Гренландия, Исландия, Свалбард и Северна Норвегия понякога биват отделяни в собствен подвид (S.m. islandica). Птиците, които гнездят в Шетландските острови и Оркнейските острови (Шотландия) са нещо средно между S.m. faeroeensis и S.m. mollissima, но в проучване на Крамп и Симънс от 1977 са причислени към S.m. faeroeensis.

## Начин на живот и хранене
Храни се с животинска храна: дребни мекотели, охлюви, личинки на насекоми, ракообразни, морски звезди, морски краставици, калмари, дребни рибки. По бреговете на Северно море се храни предимно с миди. Почти не се храни с растителна храна. Докато търси храна, тя се гмурка на дълбочина до 25 метра и се задържа под водата до 3 минути. Активна през деня.

## Размножаване
Гнезди в колонии. Снася от 3 до 19 маслено зелени яйца. Строи гнездото си в близост до водоеми. Мъти 25 – 30 дни само женската, през това време мъжкият се държи в близост до нея. Когато напуска гнездото, за да се храни, женската покрива яйцата с гъст кафеникав пух, който може да достигне 17 – 18 g. По време на мътенето женската се храни много малко и губи близо килограм, мъжкият за същото време губи само 300 гр. Малките се излюпват достатъчно развити, за да могат да се придвижват и хранят самостоятелно.

## Допълнителни сведения
На територията на България е рядък и защитен вид, включен в Червената книга. Обикновената гага е общителна птица и често позволява доближаването на хората до нея.
Пухът на гагата се е използвал за запълване на възглавници и юргани, но днес вместо него се използва пух от домашни птици (гъски) и синтетични материи.
Мерките за опазването на обикновената гага датират отпреди 800 г. Още през 12 в. в Исландия ограничавали добиването на пух от гаги.